# ミラン・ガイッチ (1986年生のサッカー選手)
ミラン・ガイッチ（セルビア語: Milan Gajić, Милан Гајић、1986年11月17日 - ）は、セルビアの元サッカー選手。現役時代のポジションはMF。

## クラブ歴
FKナプレダク・クルシェヴァツで選手になった。同学年にニコラ・ミトロヴィッチがいる。2007年秋にボアヴィスタFCに期限付き移籍。
2008年7月にFCルツェルンに移籍。翌2009年5月5日にFCチューリッヒに4年契約で移籍。12月8日にはUEFAチャンピオンズリーグ 2009-10 グループリーグのACミラン戦で得点した。2011年冬にグラスホッパー・クラブ・チューリッヒに期限付き移籍。
2013年夏にBSCヤングボーイズに移籍。
2017年夏にFCファドゥーツに移籍。
2024年5月14日、現役引退を表明した。